# جاكي كيسلر
جاكي كيسلر (بالإنجليزية: Jackie Kessler)‏ (8 ديسمبر 1970 في الولايات المتحدة)؛ روائية أمريكية.